# 아나톨리 라류코프
아나톨리 블라디미로비치 라류코프(러시아어: Анато́лий Влади́мирович Ларюко́в, 벨라루스어: Анатоль Уладзіміравіч Ларукоў 아나톨 울라지미라비치 라루코우, 1970년 10월 28일~)는 러시아와 벨라루스의 유도 선수, 지도자이다. 소련 주니어 국가대표, 러시아, 벨라루스 유도 국가대표로 활동했으며 2000년 하계 올림픽에서 남자 라이트급 은메달을 획득했다.